# Wikipedia in tedesco
La Wikipedia in tedesco (Deutschsprachige Wikipedia) è l'edizione in lingua tedesca dell'enciclopedia online Wikipedia; è nata nel marzo del 2001.

## Statistiche
La Wikipedia in tedesco ha 2 999 910 voci, 8 247 846 pagine, 4 546 229 utenti registrati di cui 17 762 attivi, 171 amministratori e una "profondità" (depth) di 94 (al 25 marzo 2025).
È la terza Wikipedia per numero di voci ma, come "profondità", è la 22ª fra quelle con più di 100.000 voci (al 14 ottobre 2024).

## Cronologia
- 12 maggio 2001 — 1ª voce creata
- 24 gennaio 2003 — supera le 10.000 voci
- 8 febbraio 2004 — supera le 50.000 voci
- 13 giugno 2004 — supera le 100.000 voci
- 8 ottobre 2004 — supera le 150.000 voci
- 15 febbraio 2005 — supera le 200.000 voci
- 7 ottobre 2005 — supera le 300.000 voci
- 18 maggio 2006 — supera le 400.000 voci
- 23 novembre 2006 — supera le 500.000 voci
- 18 giugno 2007 — supera le 600.000 voci
- 30 gennaio 2008 — supera le 700.000 voci ed è la seconda Wikipedia per numero di voci
- 6 settembre 2008 — supera le 800.000 voci
- 4 maggio 2009 — supera le 900.000 voci
- 27 dicembre 2009 — supera 1.000.000 di voci
- 18 novembre 2012 — supera 1.500.000 di voci
- 14 giugno 2014 — viene superata dall'edizione in olandese e diventa la terza edizione per numero di voci
- 18 luglio 2014 — viene superata dall'edizione in svedese e diventa la quarta edizione per numero di voci
- 8 febbraio 2015 — supera l'edizione in olandese e ridiventa la terza Wikipedia per numero di voci
- 29 marzo 2015 — a seguito di un ricalcolo del numero di voci, viene superata di nuovo dall'edizione in olandese e torna ad essere la quarta Wikipedia per numero di voci
- 13 giugno 2015 — supera di nuovo l'edizione in olandese e ridiventa la terza Wikipedia per numero di voci
- 16 gennaio 2016 — viene superata dall'edizione in cebuano e torna ad essere la quarta Wikipedia per numero di voci
- 19 novembre 2016 — supera 2.000.000 di voci
- 8 febbraio 2022 — supera di nuovo l'edizione in svedese e ridiventa la terza Wikipedia per numero di voci
- 25 marzo 2025 — supera 3.000.000 di voci

## Wikipedia e le enciclopedie tradizionali
Uno studio commissionato dalla rivista Stern arriva alla conclusione che l'edizione tedesca di Wikipedia ha in genere superato per qualità persino la nota Enciclopedia Brockhaus, anche dal punto di vista dell'affidabilità. La Brockhaus conserva un margine di vantaggio solo dal punto di vista della comprensibilità delle voci.